# 完顏重節
完顏重节（?—?），金朝第四代皇帝完颜亮的后宫，完颜宗磐的孙女，完颜阿虎迭的女儿。
完顏重节作为金朝的郕国夫人，和太傅完颜宗本的女儿完顏莎里古真、完顏餘都，丽妃唐括石哥的妹妹蒲鲁胡只，完颜亮母亲大氏的表兄张定安的妻子奈剌忽，宋王完颜宗望的女儿寿宁县主完顏什古，梁王完颜宗弼的女儿静乐县主完顏蒲剌、完顏習撚都有丈夫。完颜亮派侍女高师姑、内哥、阿古等人召她们入宫，与她们私通。这些妃主宗妇被私幸的，都分属诸妃，出入位下。奈剌忽出入元妃（大元妃）位，蒲鲁胡只出入丽妃（唐括丽妃）位，莎里古真和餘都出入贵妃（唐括贵妃）位，什古、重节出入昭妃（蒲察昭妃）位，蒲剌、师姑儿出入淑妃位。完顏重节是昭妃蒲察阿里虎所生，蒲察阿里虎对完顏重节和完颜亮通奸非常愤怒，打她的脸颊，完颜亮最终杀了蒲察阿里虎。阿里虎死后，完颜亮封完顏重节为蓬莱县主。